# Mount Umbriel
Mount Umbriel ist ein 1500 m (nach britischen Angaben 1350 m) hoher Berg im östlichen Teil der westantarktischen Alexander-I.-Insel. Er ragt dort oberhalb des Kopfendes des Venus-Gletschers auf.
Der britische Geograph Derek Searle vom Falkland Islands Dependencies Survey nahm 1960 eine Kartierung anhand von Luftaufnahmen der US-amerikanischen Ronne Antarctic Research Expedition (1947–1948) vor. Das UK Antarctic Place-Names Committee benannte ihn 1961 in Anlehnung an die Benennung des Uranus-Gletschers nach Umbriel, einem der fünf großen Monde des Planeten Uranus.